# Anna Jungwirthová
Anna Jungwirthová (27. prosince 1900 Vysočany – 25. září 1954 Praha) byla česká a československá politička Československé sociální demokracie, po roce 1948 Komunistické strany Československa. Poválečná poslankyně Prozatímního a Ústavodárného Národního shromáždění a Národního shromáždění ČSR.

## Biografie
Pocházela z dělnické rodiny. Navzdory těžkým podmínkám vystudovala Filozofickou fakultu Univerzity Karlovy a od roku 1925 byla středoškolskou učitelkou. Působila v Poličce, Lounech, Slaném a Praze.
Od roku 1920 byla členkou vysokoškolské organizace sociální demokracie. V letech 1923–1925 byla členkou vedení Ústředního svazu československého studentstva. V letech 1924–1925 zastával též funkci předsedkyně Spolku filosofů a přírodovědců. Angažovala se ve stranických ženských organizacích. V parlamentních volbách roku 1935 neúspěšně kandidovala za sociální demokracii do Národního shromáždění ve volebním obvodu Louny. Za druhé republiky se podílela na vzniku nově ustavené Národní strany práce a byla v prosinci 138 zvolena jedním ze čtyř místopředsedů této formace. V květnu 1945 se stala jedním z místopředsedů sociální demokracie.
V letech 1945-1946 byla poslankyní ČSSD v Prozatímním Národním shromáždění. V parlamentních volbách v roce 1946 se za sociální demokraty stala poslankyní Ústavodárného Národního shromáždění. Během únorového převratu v roce 1948 patřila k frakci loajální vůči KSČ, která v sociálně demokratické straně převzala moc. Ve volbách do Národního shromáždění roku 1948 byla zvolena poslankyní Národního shromáždění za sociální demokraty ve volebním kraji Praha-venkov. V červnu 1948 po splynutí ČSSD a KSČ přešla do poslaneckého klubu komunistů. V Národním shromáždění setrvala své smrti v září 1954.
Po sloučení sociální demokracie a komunistů byla 27. června 1948 kooptována do Ústředního výboru Komunistické strany Československa. Byla aktivní v Československém svazu žen, později ve Výboru československých žen. Zemřela v září 1954 ve státním sanatoriu v Praze po dlouhé a těžké nemoci.